# موتور برفی
برای وسیله‌ای به این نام به برف‌رو رجوع کنید.
موتور برفی روستایی در دهستان کورین بخش کورین شهرستان زاهدان استان سیستان و بلوچستان ایران است.

## جمعیت
بر پایه سرشماری عمومی نفوس و مسکن در سال ۱۳۹۵ جمعیت این روستا ۱۸ نفر (۵خانوار) بوده‌است.